# Al Vande Weghe
Albert Joseph "Al" Vande Weghe, född 28 juli 1916 i New York, död 13 augusti 2002 i Tulsa i Oklahoma, var en amerikansk simmare.
Han blev olympisk silvermedaljör på 100 meter ryggsim vid sommarspelen 1936 i Berlin.